# Basin City
 (septembre 2022).
Pour les articles homonymes, voir Basin.
Basin City  est une census-designated place américaine de l'État de Washington dans le comté de Franklin. 
La population était de 1 092 habitants en 2010.